# Pfarrhaus Petersberg

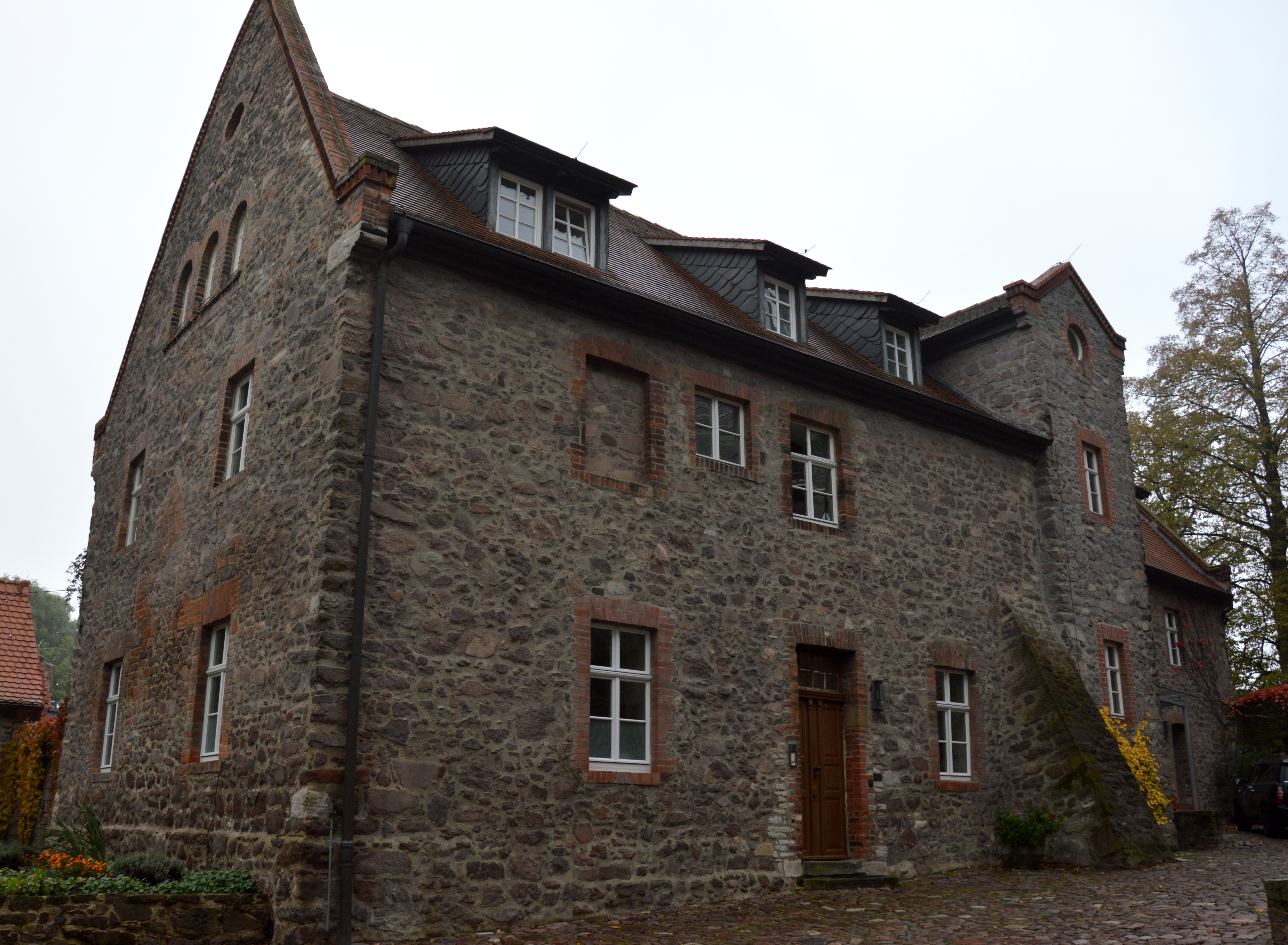
Pfarrhaus Petersberg

Das Pfarrhaus Petersberg ist ein Pfarrhaus im zur Gemeinde Petersberg gehörenden Dorf Petersberg in Sachsen-Anhalt.

## Lage
Es befindet sich an der Adresse Bergweg 11 auf dem Petersberg und dient als Pfarrhaus der nahegelegenen evangelischen Stiftskirche St. Peter.

## Architektur und Geschichte
Das zweigeschossige Pfarrhaus wurde vor dem Jahr 1750 vermutlich aus Trümmern der Klausur des benachbarten Stiftes errichtet, die nach der 1726 erfolgten Verlegung der Ökonomie an den Fuß des Petersberges, als Steinbruch diente. 1852/53 wurde das Haus, parallel zu Restaurierungsarbeiten an der Kirche, in Teilen erneuert. Ab 1997 erfolgte eine erneute Restaurierung des Pfarrhauses.
Im Denkmalverzeichnis der Gemeinde Petersberg ist das Pfarrhaus unter der Erfassungsnummer 094 55312 als Baudenkmal eingetragen.